# Gare de Dovre
La gare de Dovre est une gare ferroviaire de la ligne de Dovre. Elle se situe dans la commune de Dovre. Elle fut mise en service en 1913 lorsque la ligne fut mise en service jusqu'à Dombås. La gare se trouve à 330,82 km d'Oslo.